# Parroquia de Santa María del Rosario (Cotorro)
La iglesia parroquial de Nuestra Señora del Rosario se encuentra en la localidad cubana de Santa María del Rosario a unos 20 km de La Habana, en el actual municipio del Cotorro. 

## Historia
Es la 3ª edificación construida como parroquia, entre 1760 y 1766, se le conoce por tradición como “La Catedral de los campos de Cuba” título con que la bautizara el obispo Espada. Fue declarada Monumento Nacional en 1946 y ratificada dicha condición por la Comisión Nacional de Monumentos, Consejo Nacional de Patrimonio del Ministerio de Cultura de la República de Cuba, en 1990. La iglesia es en forma de cruz latina, contando con un altar mayor en el presbiterio, dos en las capillas del crucero y seis en la nave, todos de estilo barroco de gran belleza, lucen aún sus columnas salomónicas en lapislázuli dorado. Presenta además cuatro hermosas pechinas pintadas por José Nicolás de Escalera, primer pintor cubano del cual se tiene obra conocida.

## Visitantes ilustres
El primer científico cubano graduado en medicina, Tomás Romay y Chacón, fue bautizado en la iglesia parroquial de Santa María del Rosario en 1764. El escritor cubano Alejo Carpentier se casó en esta iglesia por la década de 1940.
José María Chacón y Calvo, destacado hispanista y sexto conde de Casa Bayona fue bautizado en esta iglesia. La iglesia fue visitada por la reina Sofía de España en 1999.